# HEART (漫画)
『HEART』（ハート）は、高田りえによる漫画。『少女コミック』（小学館）において、2001年から2003年まで連載された。

## 登場人物
宝優芽（たから ゆめ）
3月14日生まれ。魚座。O型。152cm、43kg。スリーサイズは、83、57、84。
星砂美女子高の高校1年生。超純粋で悪く言うと騙されやすいおバカさんな女の子。
国際線のパイロットの父と、元スッチーの母と弟(希望)の4人家族。父は優芽を溺愛している。
小学校の頃から路子と親友(2人とも同じ潮風小学校出身)。
暴力事件を起こして西湘高に転向してきた尚武に一目ぼれする。純粋で怖いもの知らずさが気に入られたのか、尚武の彼女になる。
大の洗濯好きで、尚武が体調不良でバイトを休んだ際には、車の洗車で代わりに働かせてもらったり、ふだんも洗濯を手伝ったりしている。
かなり子供じみた性格で、少々常識しらず(未成年は煙草禁止など)。　甘いものが大好きで、特に好きなのはアイスクリーム。得意料理はクリームシチュー。
松風尚武（まつかぜ しょうぶ）
12月29日生まれ。山羊座。178cm、75kg。O型。
暴力事件をおこし、西湘高に転校してきた元暴走族。「青いバラ」と呼ばれ「最強最速」の看板をせおっている。
L.B（リトル・バスタード）という名のチームの指揮をしていた。特攻隊長だった。
「青いバラ」と呼ばれるのに、腕のタトゥーが理由のひとつ。チーム在籍時代に、彫師に勝手に惚れられて、勝手に彫られた。
優芽に一目ぼれされ、公道レース(優芽は「行動レース」と勘違いしたが)で負け、ひたむきな思いを感じて、優芽と付き合うことに。
家族は自身が中一のとき、事故で失くす。そのため、当初は、優芽に家族のことを聞かれてもそっけなくなったり、家族の命日前後は発情期になる。(のちに優芽に治してもらう)
母は宝石デザイナー。尚武は、姉が母からもらったであろう指輪を大事にしており、のちに、優芽にクリスマスプレゼントとしてあげた。
中学生のとき、剣道の全国大会で優勝した。高校は、剣道で推薦入学をしたほど。
成績も優秀で、好きな科目は化学。フランス語も話すことができる。
家賃は自分のバイト代で、遊士と半分ずつ出す。
服は基本的にあまり買わない。遊士が買うときについでに買う程度である。
優芽に禁煙をされるまでは、愛煙派であった。愛用の煙草はマルボロ。
好きな女優は夏目雅子。
嫌いな食べ物はおはぎ。
のちに、世界を翔けるGPライダーになる。
紅谷遊士（べにや ゆうじ）
6月30日生まれ。かに座。B型。173cm、70kg。
尚武と同じ元L.Bのメンバーで、親衛隊長。尚武と走るために族ぬけし、同じく西湘高に転校。ちなみにダブって尚武とは同じ学年。
西湘高に転校する前は、某有名進学高に首席入学したほどの優等生で、生徒会長だった。
生徒会長を務めていた頃、美人の副会長に恋をして騙され、薬物に手をだした(のちに、尚武に止められてやめることができたらしい)。
女の子に目がなく一度も振られたことがないという女キラー。
一時は優芽に魅かれるも、のちに路子と付き合い始める。(今まで落とせなかった女子は優芽だけ)
家賃は、3万8000円を尚武と半分ずつ。遊士は親から仕送りももらっている。
桃浜路子（ももはま みちこ）
8月13日生まれ。獅子座。A型。160cm、45kg。A型。愛称・ロコ。
優芽のクラスメイトで大親友。しっかり者で、超純情な優芽をすごく心配している。
遊士に魅かれ、やがて付き合おうようになる。度々、遊士の女好きさで、不安になったりしたが、尚武の計らいでラブラブカップルに。
遊士とツーリングするために、バイクの免許を取る。ちなみに、50CC、400ccの免許。
家族構成は、母、妹の3人家族。

### 元L.B
明石克己（あかし かつみ）
9月12日生まれ。乙女座。A型。177cm、77kg。
L.B時代は、特攻1番機で、常に尚武の後ろを走っていた。
尚武と遊士がL.Bを抜けた後、幹部に言われて呼び戻そうとするが、優芽に惚れて族抜け。西湘校に転校し、学年は尚武と遊士の1個下。
優芽からは、「カッチン」と呼ばれる。
義理とか仁義などを大事にするタイプ。
理想の恋人生活は、優芽と類似している(実際、優芽もそこで少し魅かれたことがある)。
物語の最後で、尚武の中学時代の同級生に好意を持っている様子が描かれた。
愛用の煙草は、マイルドセブン。節煙派。
八千代桂（やちよ けい）
10月1日生まれ。天秤座。AB型。170cm、65kg。
実家は横浜のバイク屋で、跡取り息子。
L.B時代は、チームのマスコットだったが、尚武がやめてからは、自身も族抜けする。のちに西湘校に転校。
尚武に男のくせにベタベタするなといわれてか女装をするようになる。
優芽からは、「おケイ」と呼ばれる。
尚武と仲がいい遊士が嫌い。(しかし、遊士のことを「ベニ」と読んだり、それほど極端に嫌っているわけでもないらしい)
マスコットだったので、自分でバイクを運転したりはせず、車の運転も、別の運転手がいる。
八重咲樹里（やえざき じゅり）
L.Bの初代総長で、現在は「Mr.MOTO」の社長。尚武たちにバイクを教え、現在の尚武たちの身元引受人でもある。
22歳、独身で、ハーフ。元々の地毛は金髪。
初代L.Bマスコットの立野美也子は元カノ。
夏にサーフィンをやりたいがために、海の家を作った。

### 宝家
宝未来彦（たから みきひこ）
優芽の父親。優芽を溺愛していて、近所では超有名。
国際線のパイロットで、妻は元スッチー(職場結婚だと思われる)。
宝家の家は、優芽が生まれた際、未来彦が全財産をはたいて建てた。6DKの屋根裏部屋つき。
ワールド航空のベテランパイロットで、世界を飛び回っているので、なかなか日本には戻ってこない。休みは1ヶ月に一度の長い休み。
未来彦の操縦技術は、訓練校の生徒からもあこがれているほどである。
宝明日美（たから あすみ）
優芽の母親。元スッチーで現在は専業主婦。
優芽の良き理解者のひとり。時には、未来彦の優芽への溺愛ぶりを注意することもある。
宝希望（たから のぞみ）
優芽の弟。潮風小学校二年生。
宝家のツッコミ的存在で、小学生のわりにつねに冷静。
姉のドジぶりをよく理解して、時には強い味方になる。
2年3組12番。クールで女子にモテる。

### その他
松風晩（まつかぜ ばん）
尚武を兄と慕う、尚武の舎弟。
夏祭りの露店で売られていたのを尚武に引き取られる(買ったわけではない)。
性格は一応不良で、ひねくれている。
菫平順（すみれだいら じゅん）
優芽と路子の、潮風小学校のときの同級生。
3年生のとき、出席番号が優芽の1個前で友達になった。
イジワルで、嘘つきで、欲張りで、男子の前ではコロッと態度が変わる。
他人に厳しく、自分に甘く、いつも自分が一番じゃないと気がすまない。
優芽のことを「ミジ」、路子のことを「ポチ」と呼んでいる。
高校は優芽たちとは違う。
イヴァン・デュ・ネッソ
未来彦のパイロット訓練校の後輩で、一時、優芽の婚約者だった。
ハーバード大学を首席で卒業。パイロット訓練校も成績トップ。
趣味の馬術はプロ級で、他に、フェンシングのフランス大会で優勝したこともある。
日本語も上手。
未来彦に憧れ、彼の息子になりたかったらしい。
未来彦に連れられ、優芽と尚武を別れさすために来日。しかし、尚武の強さを知って、潔く諦める。
南原環（なんばら たまき）
L.Bの六代目特攻隊長。尚武たちがチーム在籍当時は、ケツ持ちだった。
通称「タマキン」。
現特攻隊長として、かつての先輩である尚武たちを目の敵とする。
尚武の彼女である優芽に、落とし前をつけようと連れ去ったところ、検問で(優芽が花火に着火するという)ハプニングのため、逮捕される。
中堂巴（なかどう ともえ）
尚武の中学時代の同級生で、浜高2年生。
尚武と3年間同じ剣道部に所属しており、中学の剣道の大会で優勝したら付き合う約束をしていた。
尚武がL.Bに入ったばかりの頃、集会場所に仲間を連れ、族抜けさせようとしていた。
思いを吹っ切るため、再会した尚武に試合を望む。
優芽のすすめで、会ったものの、試合をせず別れる。
別れたあと、克己と出会う。
保護観察官
尚武や、遊士、克己らが更生したか判断する人。名前は不明。
彼の許可がおりれば、保護観察処分が消える。
全身いつも黒ずくめで、ロンコーなびかせて、無表情で立っている。(克己談)
例えるなら、悪魔の化身か、死神のようで、人間味のない厳しい人物。(遊士談)
遊士や、克己は、ポリシーをまげてでもとりつくろったが、尚武はせず、優芽への思いを示して、観察処分を消してもらった。